# Veronicastrum villosulum
Veronicastrum villosulum là một loài thực vật có hoa trong họ Mã đề. Loài này được (Miq.) T. Yamaz. miêu tả khoa học đầu tiên năm 1957.